# Pixie Pixie
Pixie Pixie, nombre artístico de Antonio Pix (Ciudad de México, 12 de julio de 1990), es una drag queen y actriz pornográfica mexicana, conocida por competir en la primera temporada de Drag Race México.

## Carrera
Desde una temprana edad en su infancia Pixie ya mostraba interés por las expresiones de género, por lo que acuñó ya desde su infancia el nombre 'Pixie Pixie', convirtiéndolo en su alter ego.
Su drag tiende a hacer uso de una estética andrógina, usando únicamente los colores blanco y negro.
En 2021 Pixie formó parte de las audiciones para la cuarta temporada de La Más Draga, pese a que al final no fue elegido para formar parte del cast de la temporada.
En 2023 Pixie se unió a la competencia de telerrealidad Drag Race México en su primera temporada, que comenzó a emitirse el 22 de junio de 2023. En el cuarto episodio Pixie fue nominada a la eliminación junto a la también concursante Argennis, lo que llevó a ambas a enfrentarse en una batalla de lip sync con la canción "Mío" de Paulina Rubio. Finalmente Argennis fue declarada vencedora, por lo que Pixie se convirtió en la tercera eliminada de la temporada.

## Filmografía

### Televisión
| año  | título           | papel      | notas       |
| ---- | ---------------- | ---------- | ----------- |
| 2023 | Drag Race México | Ella misma | 3 episodios |

## Vida personal
Pixie mantuvo una relación romántica de pareja con Gala Varo, que actualmente no conservan, pese a mantener aún una relación de amistad.